# Isotomodella
Genre
Isotomodella est un genre de collemboles de la famille des Isotomidae.

## Liste des espèces
Selon Checklist of the Collembola of the World (version du 30 août 2019) :
- Isotomodella alticola (Bagnall, 1949)
- Isotomodella asiatica (Martynova, 1968)
- Isotomodella microlobata Potapov & Stebaeva, 2002
- Isotomodella psammophila Potapov & Stebaeva, 2002
- Isotomodella pusilla Martynova, 1968
- Isotomodella zhejiangensis (Chen, 1985)

## Publication originale
- Martynova, 1968 : « Materialy po faune nogochovostok (Collembola) Srednej Azii (Materials on fauna of springtails (Collembola) of middle Asia) ». Izvestiya otdeleniya biologicheckikh nauk AN Tadjikskoi SSR, vol. 28, no 3, p. 32–46 (ru).